# Paco Cao
Paco Cao (n. Tudela Veguín, Asturias, 1965) es un artista español afincado en la ciudad de Nueva York. Su obra se caracteriza por hacer uso de disciplinas muy variadas. Es doctor en Historia del Arte por la Universidad de Oviedo. 

## Logros
Su presencia en exposiciones colectivas incluye, entre otras, Thinking of you (1996), en la Konshallen de Gotemburgo; Espacio Abierto I (1997), en la galería Salvador Díaz de Madrid; Viewfinder (1999) en el Blue Star Art Space de San Antonio, Texas, o Domesticated (1999), en el Refusalon de San Francisco. En 2000, su obra se incluye en la exposición Psycho, organizada por la galería Anne Faggionato de Londres. 
Autor de experiencias artísticas de corte "procesual", marcadas por formas de representación mestizas destinadas a foros distintos, tales como la localidad sueca de Skoghall, el Centro Gallego de Arte Contemporáneo o la Exposición Universal de Hannover 2000. 
En 2002, pone en marcha, junto con el Museo del Barrio, la Casa América, el Museo del Prado y el Teatro Real de Madrid, una iniciativa para encontrar al doble actual de Juan de Pareja, el discípulo y ayudante de Velázquez, cuyo ganador fue el neoyorquino Jason Scott Jones, a quien el artista lleva a Madrid y a Asturias en 2003 para participar en diferente reportajes fotográficos con la intención de preparar un nuevo trabajo con el material recopilado en las diversas visitas. 
Ha trabajado como comisario de exposiciones de arte histórico y contemporáneo con instituciones tales como el Palacio de Revillagigedo de Gijón, Calcografía Nacional de Madrid o el IVAM de Valencia. 
También ha publicado una biografía novelada del artista Félix Bermeu, con el título: Félix Bermeu, vida soterrada (2004).

## Obras
- Asturias en escena 1950-1990, Oviedo, Servicio de Publicaciones, Principado de Asturias, 1994 (ISBN 8478473025)
- Alquile un cuerpo Rent-a-body, Oviedo, Maguncia, 1999 (ISBN 84-605-8640-5)
- Ignoto, sono il frutto della tua fantasia, Nuoro, MAN, Museo d’Arte della Provincia di Nuoro, 2002 (EAN 2570120088038)
- Fèlix Bermeu vida soterrada, Terrasa, Ajuntament de Terrasa, 2004 (ISBN 8486838037)
- JP-UM, Gijón, Ayuntamiento de Gijón-Llibros del Pexe, 2005 (ISBN 8496117537)
- DTTTWW (Don´t Touch The White Woman), Nueva York, Claire Oliver Gallery, 2006
- The Museum of the Victim, Nueva York,  MV Books, 2009
- Arte político para niñxs, Oviedo, Fundación Municipal de Cultura, Ayuntamiento de Oviedo, 2018
- Museum Beauty Contest, Roma, Edizioni Tlon, 2023 (ISBN 9791255540427)